# Macedoni de Tessalònica
Macedoni de Tessalònica (en llatí Macedonius, en grec Μακεδόνιος) va ser un poeta romà d'Orient amb alguna de les seves obres incloses a l'Antologia grega, que recull quaranta-tres epigrames que li corresponen. Va viure al segle vi.
A Suides es diu que era contemporani d'Agàties, que també el va incloure a la seva antologia, Pau el Silenciari i Tribonià, en temps de Justinià I, i li dona el renom del "Cònsol" (τῷ ὑπάτῳ). Els seus epigrames eren de caràcter eròtic en la seva majoria, i d'un estil elegant.